# Metella
A Metella a latin Metellus férfinév női párja, a jelentése: zsoldos. Kevéssé valószínű, hogy a Méta továbbképzése lenne.

## Gyakorisága
Az 1990-es években szórványos név, a 2000-es években nem szerepel a 100 leggyakoribb női név között.

## Névnapok
- január 24.[2]
- május 31.[2]
- július 6.[2]
- augusztus 31.[2]